# Microdon (insecte)
Genre
Microdon est un genre d'Insectes Diptères de la famille des Syrphidae et de la sous-famille des Microdontinae, dont il est le genre type. Le genre Microdon, quant à lui, a pour espèce-type Microdon mutabilis.

## Description
Les adultes sont des syrphes d'apparence classique, souvent très poilues et ayant des allures d'abeille. Les larves, en revanche, ont une apparence atypique, elliptique et bombée, qui ont déconcerté plusieurs naturalistes. Observant la larve de Microdon mutabilis en 1823, Lucas von Heyden pense y voir un mollusque. En 1824, Johann von Spix la décrit comme une limace sous le nom de Scutelligera amerlandia. En 1839, August Schlotthauber est le premier à réaliser que l'organisme décrit par von Heyden et von Spix est la larve de M. mutabilis, ce qui n'empêche pas la description ultérieure d'autres espèces en tant que mollusque au début du XXe siècle.

## Éthologie
L'ensemble des espèces de ce genre est myrmécophile. La femelle pond des œufs à l'entrée d'un nid de fourmis. Imitant les phéromones de la colonie, l'œuf est alors pris en charge par des ouvrières et stocké à proximité de leurs propres couvain. Une fois la larve née, elle se nourrit des œufs et larves de ses hôtes durant une à deux années, avant de se puposer et d'émerger au printemps. L'accouplement s'effectue à l'extérieur de la colonie,.

## Ensemble des espèces

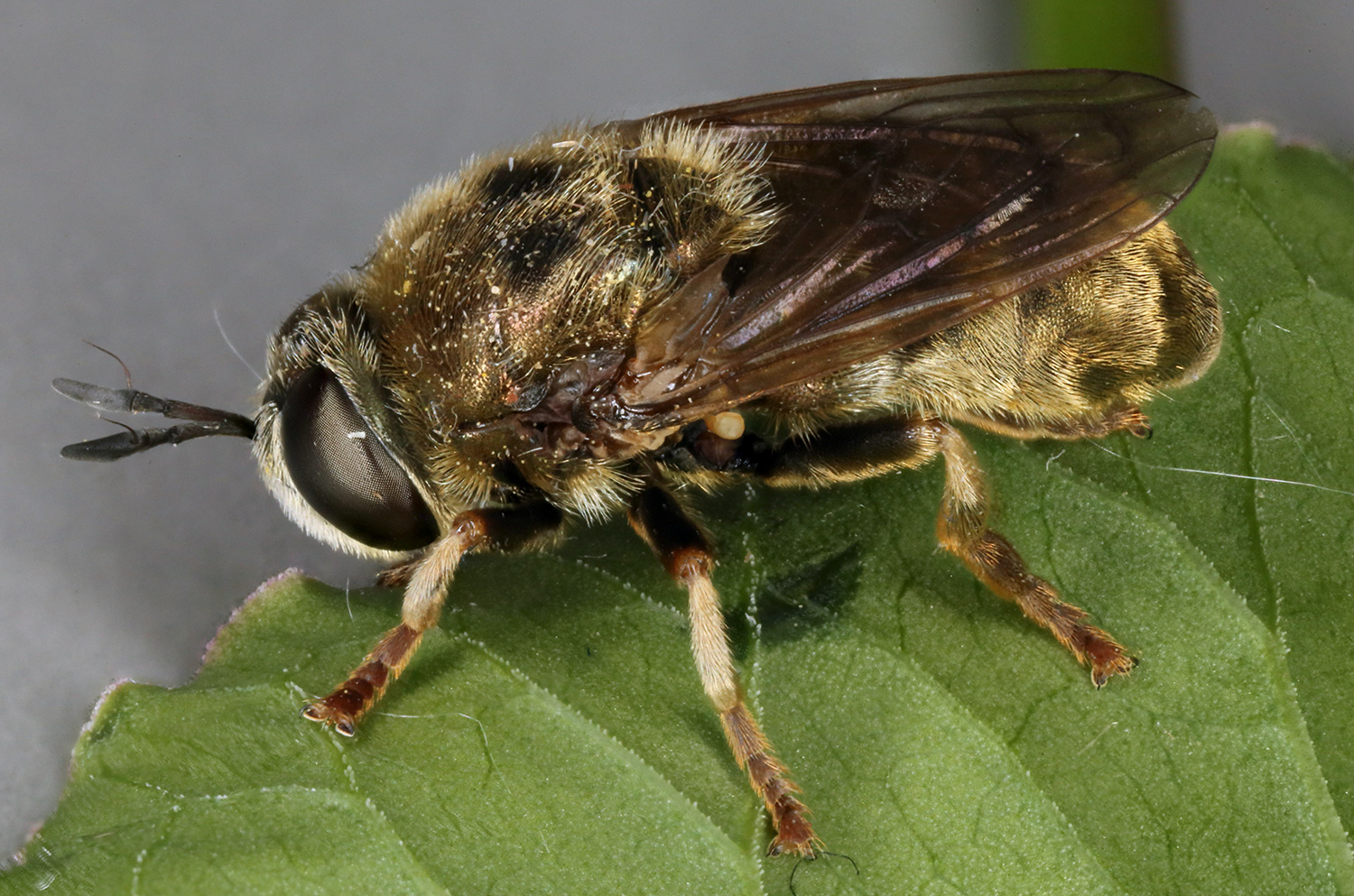
Microdon devius (Pays de Galles)

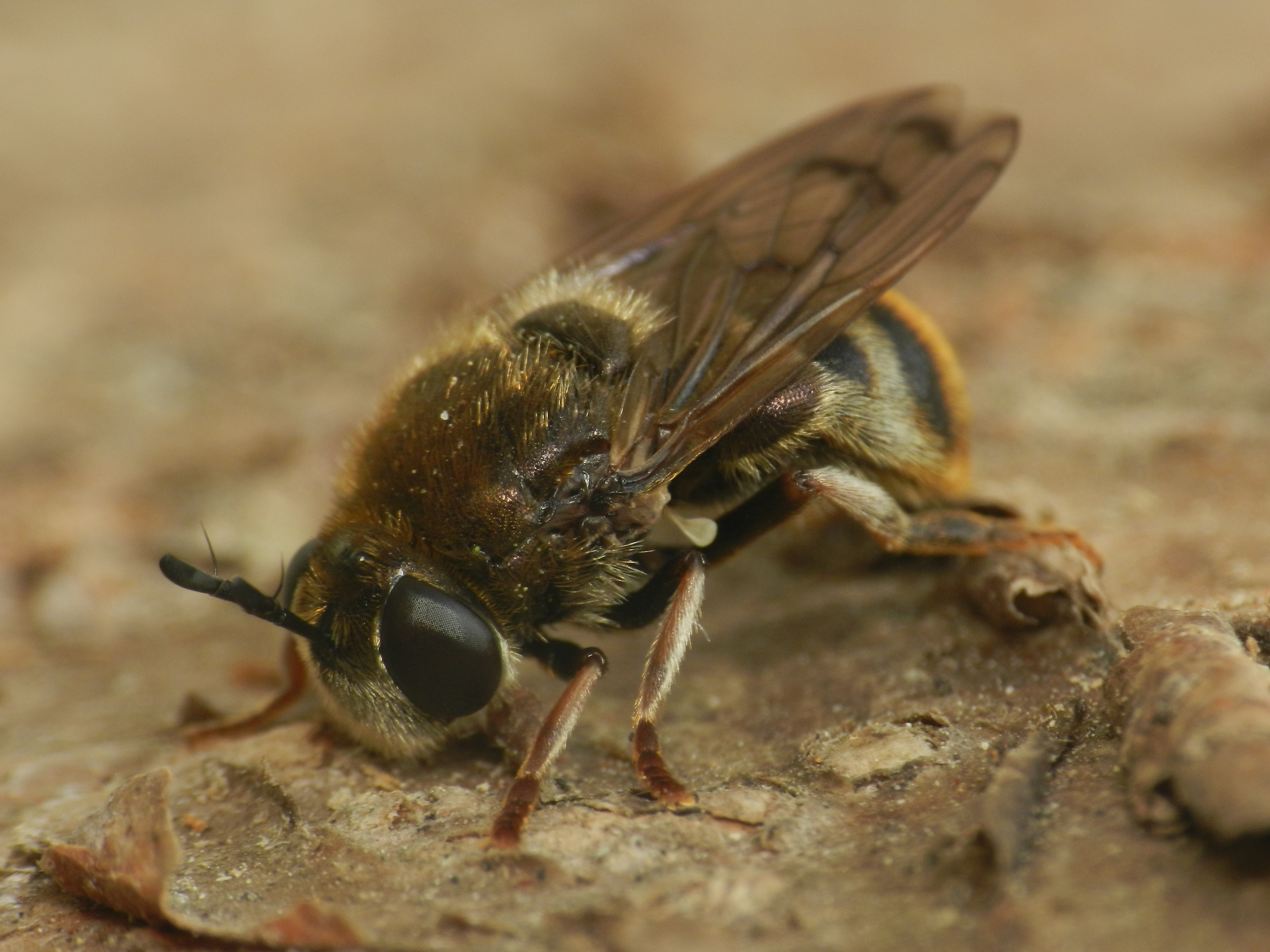
Microdon analis (Pologne)

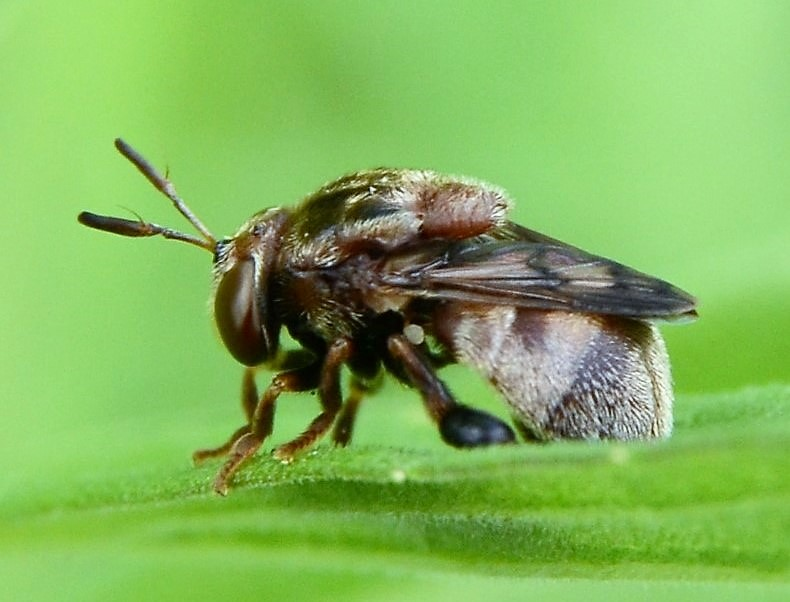
Espèce de Microdon indéterminée (USA)

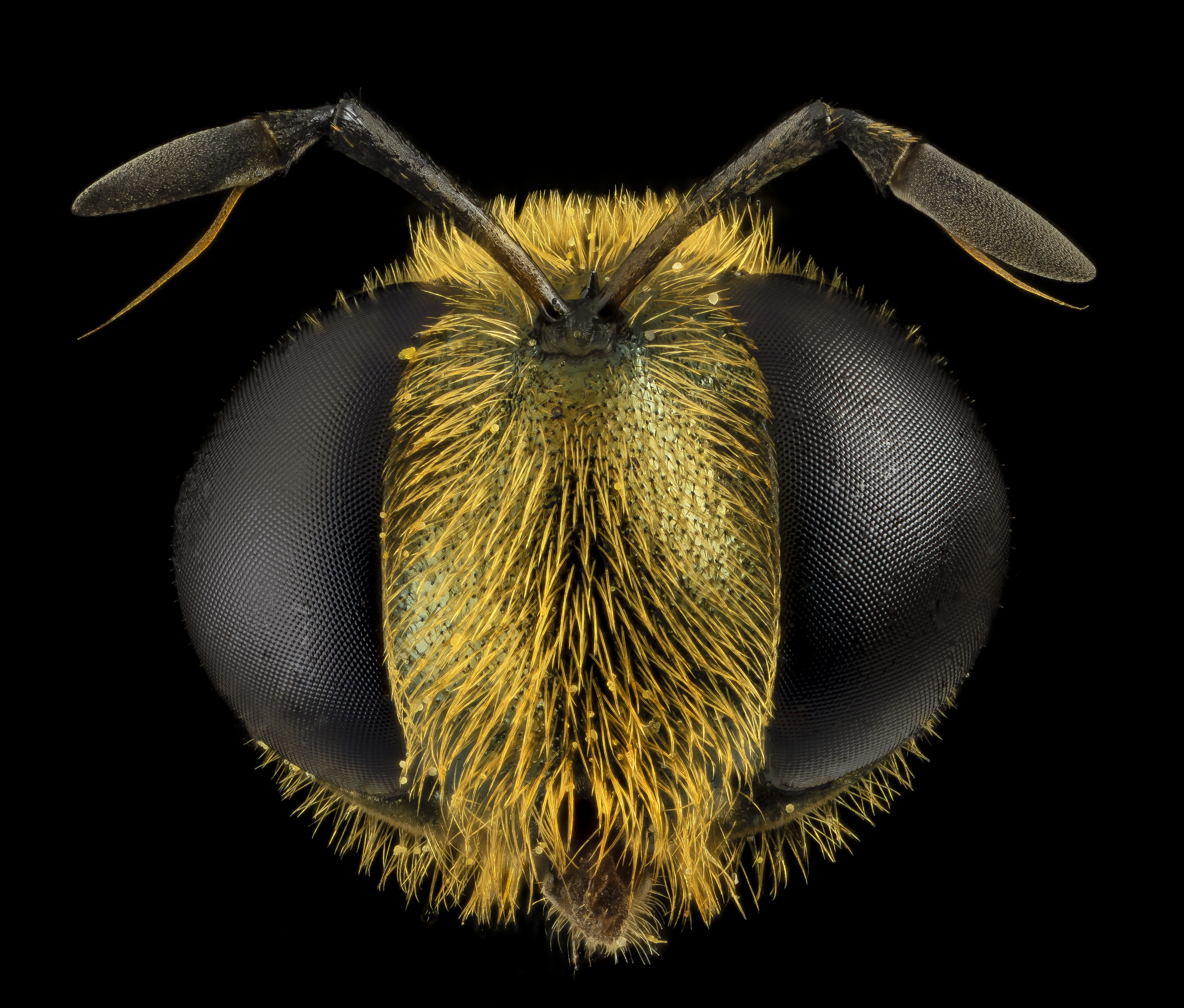
Tête d'une espèce de Microdon indéterminée (Maryland, USA)

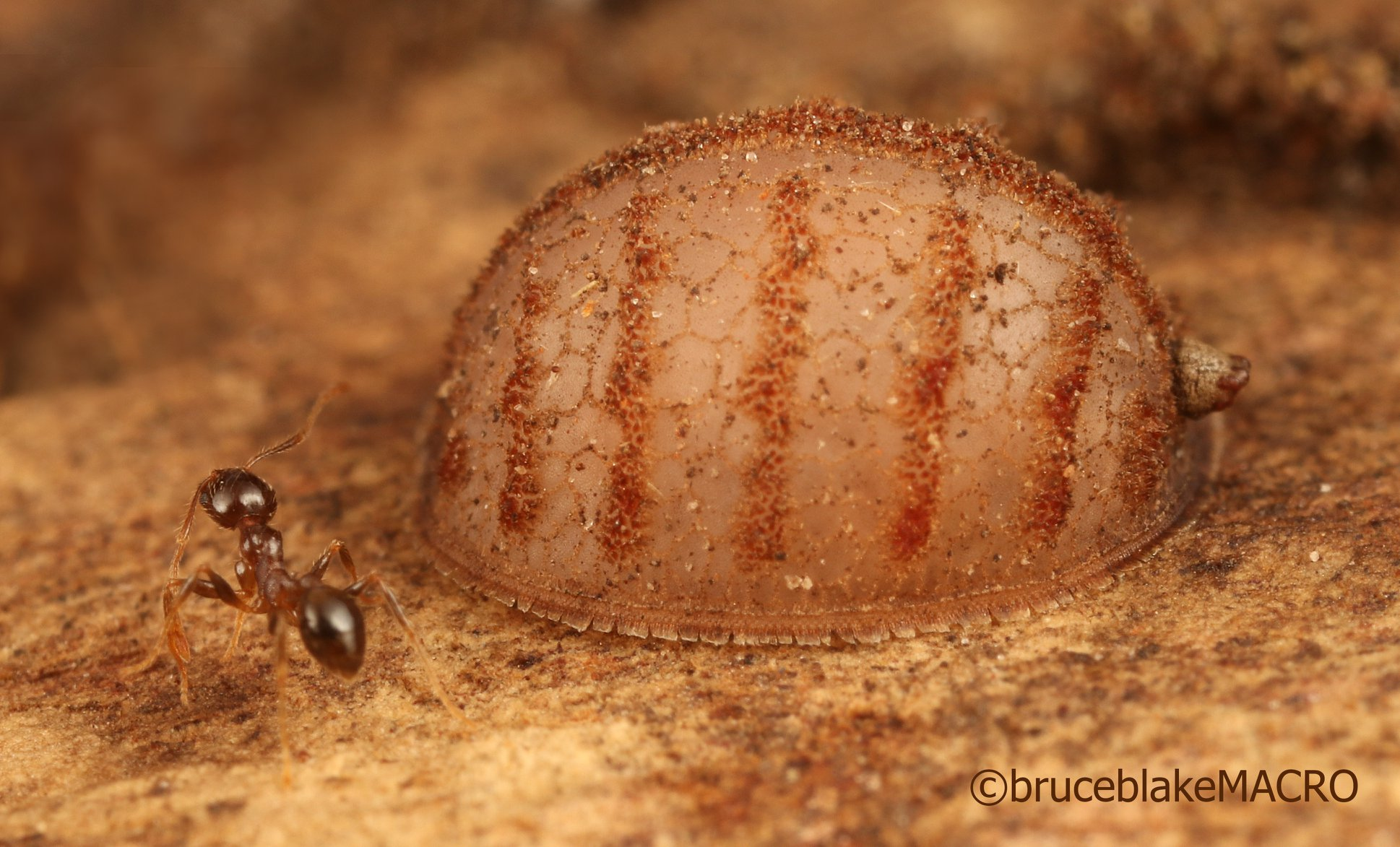
Larve de Microdon testaceus

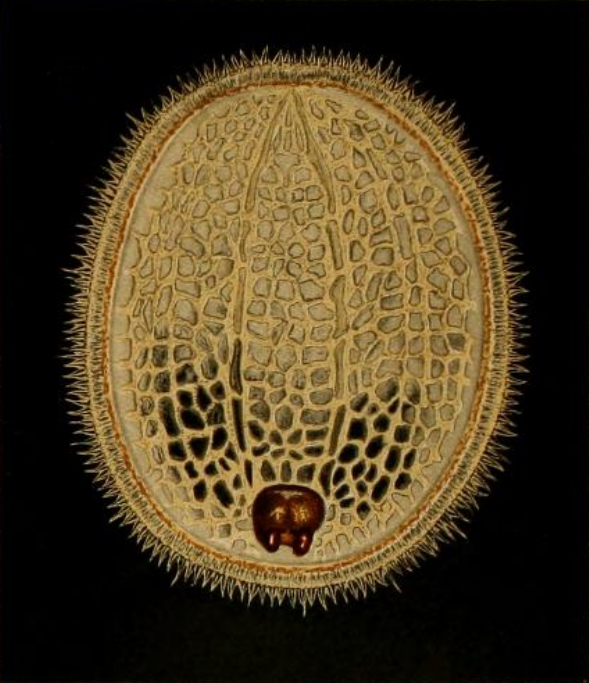
larve de Microdon analis

Jusque dans les années 2000, de nombreuses espèces de la sous-famille Microdontinae et inclassable dans les autres genres sont classés au sein du genre Microdon. Il faut attendre les travaux de Reemer et Ståhls (2013) pour que certaines espèces soient déplacées au sein d'autres genres tels que Archimicrodon, Metadon et Peradon. Ces modifications classificatoires sont corroborées par les résultats de l'analyse phylogénétique de caractères moléculaires et morphologiques combinés.

### Classement par sous-genres
Selon Reemer et Ståhls (2013) :
Sous-genre Chymophila Macquart, 1834
- Écozone néarctique :

- Microdon fulgens Wiedemann, 1830

- Écozone néotropicale

- Microdon angulatus Hull, 1943
- Microdon argentinae Hull, 1937
- Microdon aurifacius Hull, 1937
- Microdon aurifex Wiedemann, 1830
- Microdon barbiellinii Curran, 1936
- Microdon bruchi Shannon, 1927
- Microdon cyaneiventris Macquart, 1846
- Microdon cyaneus Perty, 1833
- Microdon emeralda Hull, 1943
- Microdon flavoluna Hull, 1943
- Microdon histrio Wiedemann, 1830
- Microdon inaequalis Loew, 1866
- Microdon instabilis Wiedemann, 1830
- Microdon limbatus Wiedemann, 1830
- Microdon marceli Curran, 1936
- Microdon nero Curran, 1936
- Microdon nestor Curran, 1940
- Microdon opulentus Bigot, 1883
- Microdon pulcher Williston, 1887
- Microdon shannoni Curran, 1940
- Microdon splendens Wiedemann, 1830
- Microdon stramineus Hull, 1943
- Microdon superbus Wiedemann, 1830
- Microdon tigrinus Curran, 1940
- Microdon willistoni Mik, 1899

- Écozone indomalaise

- Microdon aenoviridis Curran, 1931
- Microdon baramus Curran, 1942
- Microdon beatus Curran, 1942
- Microdon latiscutellaris Curran, 1931
- Microdon lativentris Meijere, 1921
- Microdon lundura Curran, 1942
- Microdon stilboides Walker, 1849

- Écozone paléarctique

- Microdon katsurai Maruyama & Hironaga, 2004

Sous-genre Dimeraspis Newman, 1838
- Écozone néarctique :

- Microdon abditus Thompson, 1981
- Microdon adventitius Thompson, 1981
- Microdon fuscipennis Macquart, 1834
- Microdon globosus Fabricius, 1805

- Écozone néotropicale :

- Microdon remotus Knab, 1917

Sous-genre Megodon Keiser, 1971
- Écozone afrotropicale :

- Microdon planitarsus Keiser, 1971
- Microdon stuckenbergi Keiser, 1971

Sous-genre Microdon Meigen, 1803
- Écozone néarctique :

- Microdon abstrusus Thompson, 1981
- Microdon albicomatus Novak, 1977
- Microdon aurulentus Fabricius, 1805
- Microdon cothurnatus Bigot, 1883
- Microdon lanceolatus Adams, 1903
- Microdon manitobensis Curran, 1924
- Microdon megalogaster Snow, 1892
- Microdon newcomeri Mann, 1924
- Microdon ocellaris Curran, 1924
- Microdon piperi Knab, 1917
- Microdon ruficrus Williston, 1887
- Microdon tristis Loew, 1864
- Microdon xanthopilis Townsend, 1895

- Écozone néotropicale :

- Microdon aureopilis Marinoni, 2004
- Microdon barbouri Hull, 1942
- Microdon bassleri Curran, 1940
- Microdon bonariensis Lynch Arribalzaga, 1891
- Microdon brutus Hull, 1944
- Microdon caesar Curran, 1940
- Microdon crassitarsis Macquart, 1848
- Microdon eutristis Curran, 1925
- Microdon macquartii Lynch Arribalzaga, 1891
- Microdon mourei Marinoni, 2004
- Microdon remus Curran, 1941
- Microdon rufiventris Rondani, 1848
- Microdon violaceus Macquart, 1842
- Microdon virgo Curran, 1940

- Écozone indomalaise :

- Microdon aeneus Keiser, 1952
- Microdon alboscutatus Curran, 1931
- Microdon bellus Brunetti, 1923
- Microdon formosanus Shiraki, 1930
- Microdon fulvopubescens Brunetti, 1923
- Microdon fumipennis Hull, 1944
- Microdon metallicus Meijere, 1904
- Microdon sumatranus Wulp, 1892
- Microdon sumbanus Keiser, 1952

- Écozone paléarctique :

- Microdon analis Macquart, 1842
- Microdon auricomus Coquillett, 1898
- Microdon devius Linnaeus, 1761
- Microdon ignotus Violovitsh, 1976
- Microdon japonicus Yano, 1915
- Microdon kidai Hironaga & Maruyama, 2004
- Microdon lateus Violovitsh, 1976
- Microdon lehri Mutin, 1999
- Microdon macrocerus Hironaga & Maruyama, 2004
- Microdon major Andries, 1912
- Microdon mandarinus Reemer sp. n.
- Microdon maritimus Violovitsh, 1976
- Microdon miki Doczkal & Schmid, 1999
- Microdon murayamai Hironaga & Maruyama, 2004
- Microdon mutabilis Linnaeus, 1758
- Microdon myrmicae Schönrogge, Barr, Wardlaw, Napper, Gardner, Breen, Elmes & Thomas, 2002
- Microdon mysa Violovitsh, 1971
- Microdon nigripes Shiraki, 1930
- Microdon nigrodorsatum Mutin, 2011
- Microdon novus Schrank, 1776
- Microdon oitanus Shiraki, 1930
- Microdon podomelainum Huo, Ren & Zheng, 2007
- Microdon ursitarsis Stackelberg, 1926
- Microdon yokohamai Hironaga & Maruyama, 2004
- Microdon yunnanensis Reemer sp. n.

Sous-genre Myiacerapis Hull, 1949
- Écozone afrotropicale

- Microdon villosus Bezzi, 1915

Sous-genre Syrphipogon Hull, 1937
- Écozone néotropicale

- Microdon fucatissimus Hull, 1937
- Microdon gaigei Steyskal, 1953

### Espèces non monophylétiques
Les espèces ci-dessous, selon Reemer et Ståhls (2013), ne doivent pas être confondue avec les sous-genres de Microdon ci-dessus. Ce groupe n'est probablement pas monophylétique, mais les résultats phylogénétiques offrent peu ou pas d'indices sur leurs affinités taxonomiques. En l'absence de données supplémentaires, et étant donné que ces espèces ont été décrites à l'origine dans le genre Microdon, la solution pragmatique qu'ont choisit Reemer et Ståhls est de les conserver dans le genre Microdon.

#### Classement par groupes d'espèces
groupe craigheadii
- Écozone néarctique

- Microdon craigheadii Walton, 1912

groupe erythros
- Écozone afrotropicale

- Microdon erythros Bezzi, 1908
- Microdon luteiventris Bezzi, 1915

groupe mirabilis
- Écozone néotropicale

- Microdon bertonii Bezzi, 1910
- Microdon iheringi Bezzi, 1910
- Microdon mirabilis Williston, 1888

groupe tarsalis
- Écozone afrotropicale

- Microdon tarsalis Hervé-Bazin, 1913

#### Espèces non classées
- Écozone afrotropicale

- Microdon tsara Keiser, 1971

- Écozone australasienne

- Microdon amabilis Ferguson, 1926
- Microdon macquariensis Ferguson, 1926
- Microdon nigromarginalis Curran & Bryan, 1926
- Microdon pictipennis Macquart, 1850
- Microdon rieki Paramonov, 1957
- Microdon waterhousei Ferguson, 1926

- Écozone indomalaise

- Microdon carbonarius Brunetti, 1923
- Microdon pagdeni Curran, 1942
- Microdon trimacula Curran, 1928
- Microdon unicolor Brunetti, 1915

## Les espèces européennes
Selon Fauna Europaea (5 septembre 2019) :
- Microdon analis (Macquart, 1842)
- Microdon devius (Linnaeus, 1761)
- Microdon miki Doczkal & Schmid, 1999
- Microdon mutabilis (Linnaeus, 1758)
- Microdon myrmicae Schonrogge, Barr, Wardlaw, Napper, Gardner, Breen, Elmes, & Thomas, 2002
- Microdon sophianus Drensky, 1934

Microdon sophianus n'appartiendrait pas à la sous-famille Microdontinae mais à celle des Syrphinae dans le genre Chrysotoxum et sous le nom Chrysotoxum sophianus.